# Valea Madriu-Perafita-Claror
Valea Madriu-Perafita-Claror (în catalană Vall del Madriu-Perafita-Claror) este o vale glaciară din sud-estul Andorrei. Ea are o suprafață de 42,47 km², adică aproximativ 9% din suprafața totală a țării, și face parte din al doilea bazin hidrografic ca mărime din Andorra. Valea izolată este cunoscută ca habitat pentru specii rare și amenințate cu dispariția, și a fost denumită „inima spirituală” a Andorrei. Ea a devenit primul și, deocamdată, singurul loc din Andorra înscris în patrimoniul mondial UNESCO, din 2004, aria fiind extinsă puțin în 2006.
Valea constă dintr-un peisaj glaciar, cu pășuni alpine, abrupturi de stâncă și povârnișuri împădurite. La sud, est și vest, este mărginită de creste montane, marginea sudică fiind și frontiera cu Spania, iar la nord de un abrupt care cade către valea Valirei. Este izolată de restul Andorrei, față de care e legată doar prin poteci de drumeție.
Două mici așezări, Entremesaigües și Ramio, se află la baza văii. Ambele au fost așezări permanente până pe la jumătatea secolului al XX-lea, dar ambele sunt acum locuite doar vara. În total, ele au 12 case, construite din granit local, cu acoperișuri de șist. Fiecare casă are un hambar mare pentru stocarea cerealelor și fânului. Casele și curțile lor sunt singurele terenuri aflate în proprietate privată, și reprezintă circa 1% din suprafața văii.
Așezările sunt înconjurate de câmpii pe terase, utilizate pentru cultivarea grâului și secarei, dar mai ales pentru pășunat. Ogoarele de la altitudini mai mari fac acum loc pădurilor, care acoperă acum și unele zone în care în Evul Mediu se aflau podgorii. Pădurile, și ele în proprietate comună, erau până în secolul al XIX-lea utilizate pentru producția de mangal.
Topirea fierului, din minereuri locale, se făcea în vale, pe malurile râului Madriu. Fierăria, în stil catalan tipic Pirineilor, este abandonată din 1790.  
Pășunile erau umblate vara de oi, cai și vaci, terenul fiind în proprietate comună din Evul Mediu. Ciobanii își petreceau vara în colibe de piatră cu acoperișuri de fân. Laptele animalelor era folosit pentru producția de brânzeturi.
Potecile leagă valea de Roussillon⁠(d) către est, de Languedoc către nord, și de Catalonia către sud; drumuri pavate cu piatră leagă valea de centrul Andorrei.
După o perioadă de neglijare, multe din structuri, cum ar fi colibele ciobănești, drumurile pietruite și zidurile de hotar, au fost restaurate. Nu există însă planuri de construcție a vreunui drum de acces, iar terenul urmează a fi folosit pentru creșterea unor animale de calitate bună și pentru un turism de intensitate limitată.